# Ranke-Gesellschaft
Die Ranke-Gesellschaft. Vereinigung für Geschichte im öffentlichen Leben ist ein gemeinnütziger, eingetragener Verein mit Sitz in Hamburg. Er wurde 1950 gegründet und dient der Förderung historischer Forschung, insbesondere Neuerer Geschichte, und deren Weitergabe an die Öffentlichkeit. Namensgeber des Vereins ist der preußische Historiker Leopold von Ranke.
Der Verein veranstaltet jährliche Tagungen, verteilt Forschungsaufträge und gibt Publikationen heraus wie die Konferenzberichte Büdinger Forschungen zur Sozialgeschichte im Boldt Verlag sowie die wissenschaftlichen Zeitschriften Historische Mitteilungen der Ranke-Gesellschaft (HMRG) seit 1988 im Franz Steiner Verlag und Das Historisch-Politische Buch (HPB) seit 1953 im Muster-Schmidt Verlag bzw. seit 2017 im Verlag Duncker & Humblot. 
Den damaligen Gründungsaufruf unterzeichneten u. a. Otto Becker, Walther Hubatsch, Heinrich Noack, Andreas Predöhl, Adolf Rein, Gotthold Rhode, Hellmuth Rössler, Alexander Scharff und Wilhelm Schüßler. Der Verein entstand mit Geldern von Alfred Toepfer. Bekannte Autoren seiner Publikationen waren Carl Schmitt und Karl Epting, der die meisten Frankreich-bezogenen Artikel in HPB 1953–1955 produzierte; Günther Franz als Schriftleiter, Rudolf Buchner, Hellmuth Rößler, Armin Mohler und Michael Salewski. Viele von ihnen waren nationalkonservativ eingestellt und nach 1933 im NS-Staat engagiert.
Mitglieder des Vereins sind natürliche und juristische Personen. Darüber hinaus bestehen folgende Fördermitgliedschaften: Verlag Ferdinand Schöningh, Franz Steiner Verlag, Muster-Schmidt Verlag, Pabel-Moewig Verlag, Peter Lang Verlag und Verlag Friedrich Pustet. 
Erster Vorsitzender der Ranke-Gesellschaft ist zurzeit Jürgen Elvert, Schatzmeister Thomas Brechenmacher und Schriftführer Markus A. Denzel. Weiterhin gehören dem geschäftsführenden Vorstand an: Birgit Aschmann, Volkhard Huth (Institut für Personengeschichte) und Frank-Lothar Kroll. Zum erweiterten Vorstand zählen: Michael Gehler, Hans-Christof Kraus, Günther Schulz und Thomas Stamm-Kuhlmann.
Im Jahr 1965 entstand aus der Gesellschaft heraus der Kuhnke-Kreis, benannt nach Hans Helmut Kuhnke.